# Non-Violence

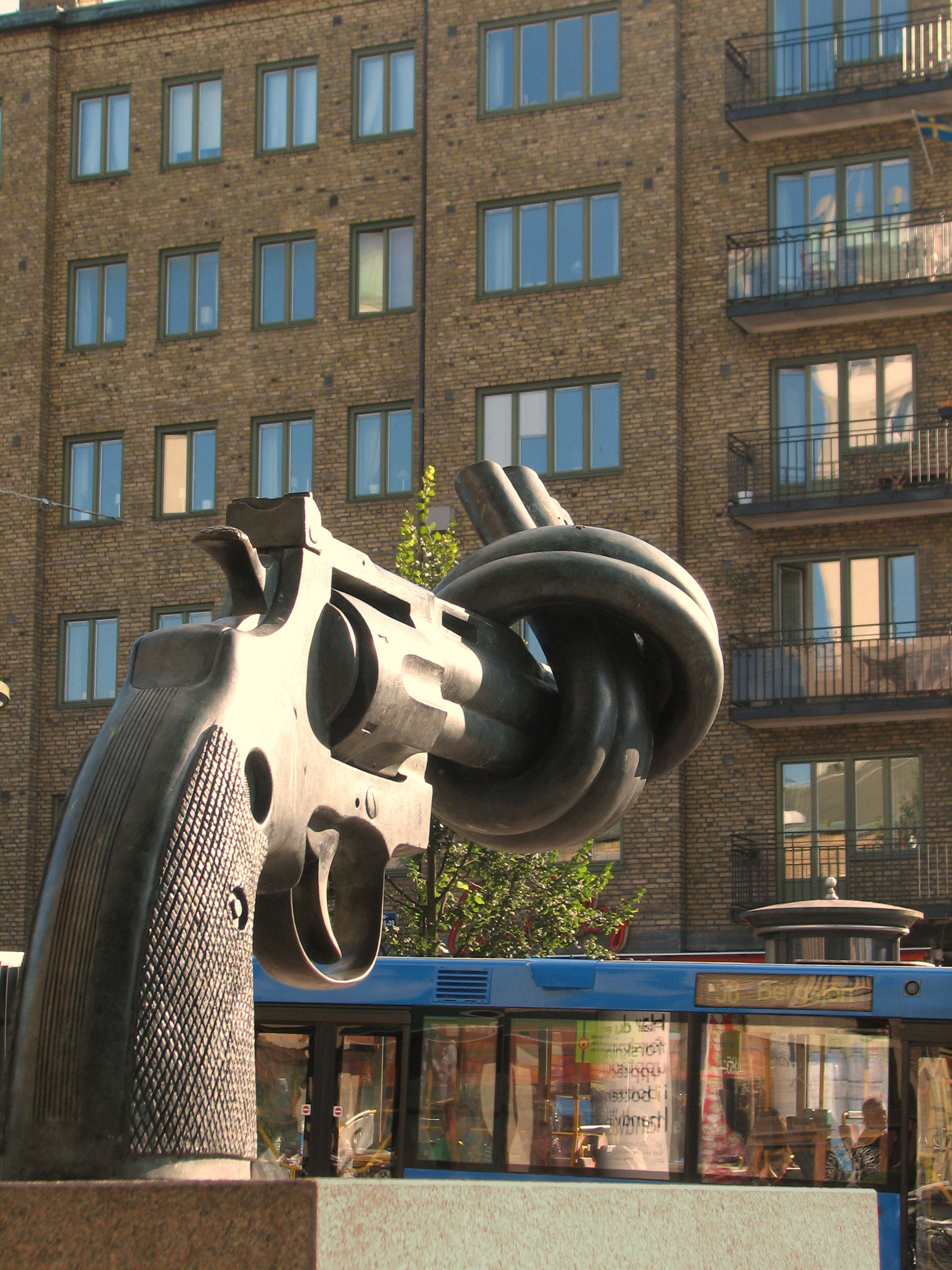
Een replica van het beeldhouwwerk Non-Violence in Göteborg, Zweden.

Non-Violence is een bronzen beeldhouwwerk van de Zweedse kunstenaar Carl Fredrik Reuterswärd dat een reusachtig pistool voorstelt waarvan de loop in een knoop gelegd is. Wereldwijd bestaan er 16 exemplaren. De drie originele beeldhouwwerken bevinden zich in het Zweedse Malmö, in New York waar het voor het hoofdkantoor van de Verenigde Naties staat en in Luxemburg. Replica's zijn onder meer te vinden in Berlijn, in Stockholm, in Göteborg en in Caen. 
In het Schetsenmuseum in het Zweedse Lund bevindt er zich een schets van het pistool met een tekst van Reuterswärd waarin hij stelt dat het verdriet om de moorden op John Lennon en Bob Crane hem inspireerden om dit beeldhouwwerk te ontwerpen.